# Allium paniculatum
Allium paniculatum är en amaryllisväxtart som beskrevs av Carl von Linné. Allium paniculatum ingår i släktet lökar, och familjen amaryllisväxter.

## Underarter
Arten delas in i följande underarter:
- A. p. fussii
- A. p. paniculatum

## Bildgalleri

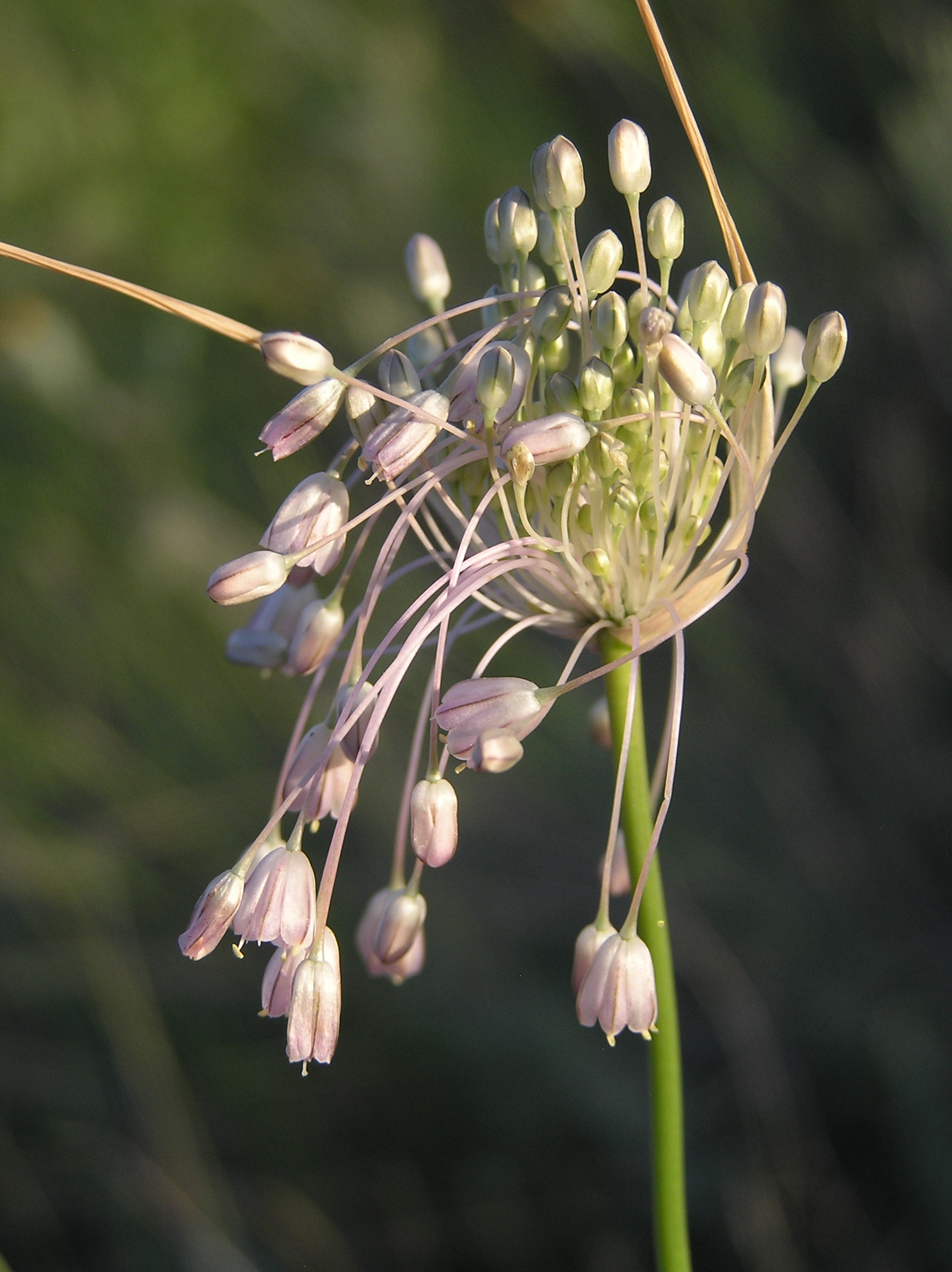
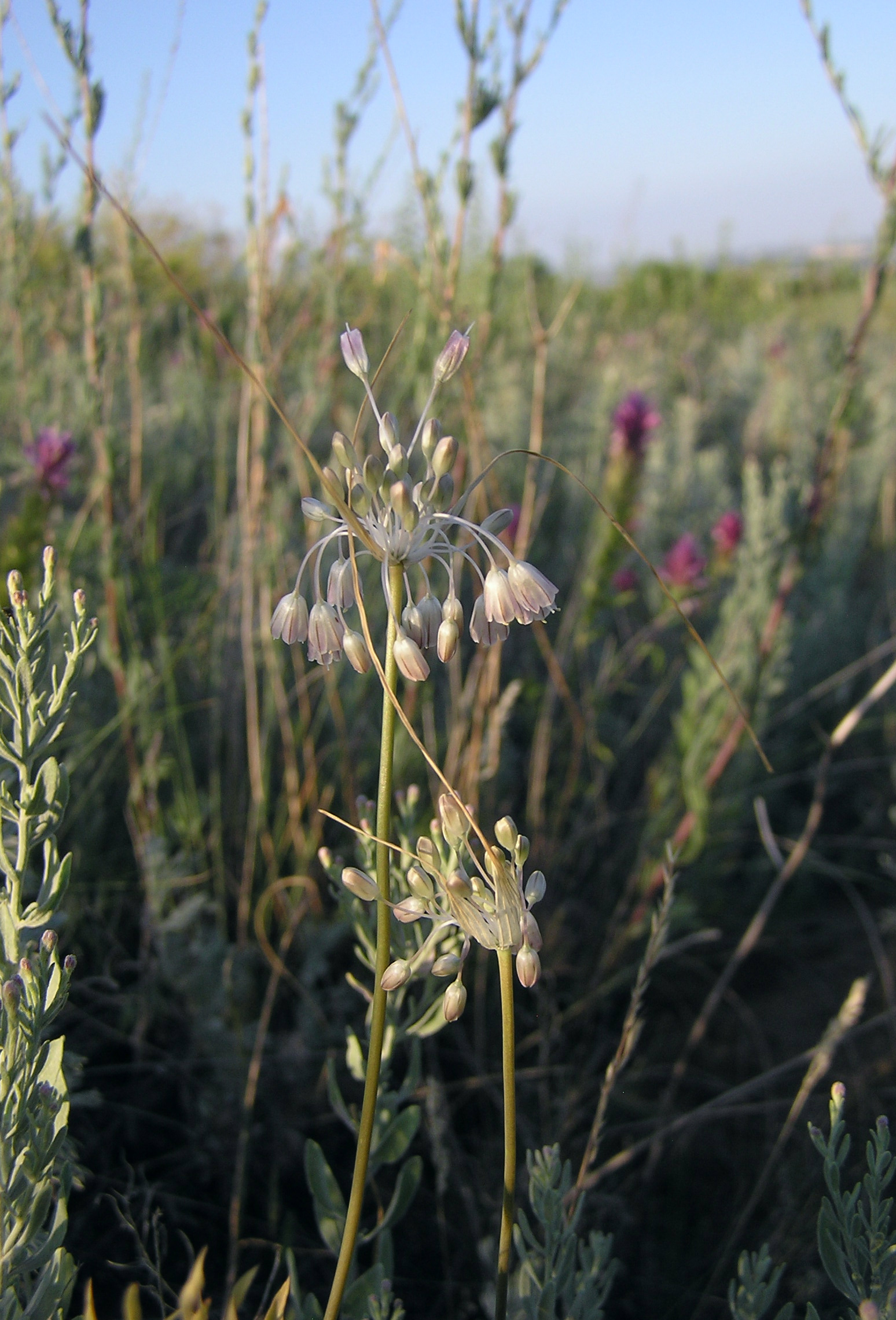
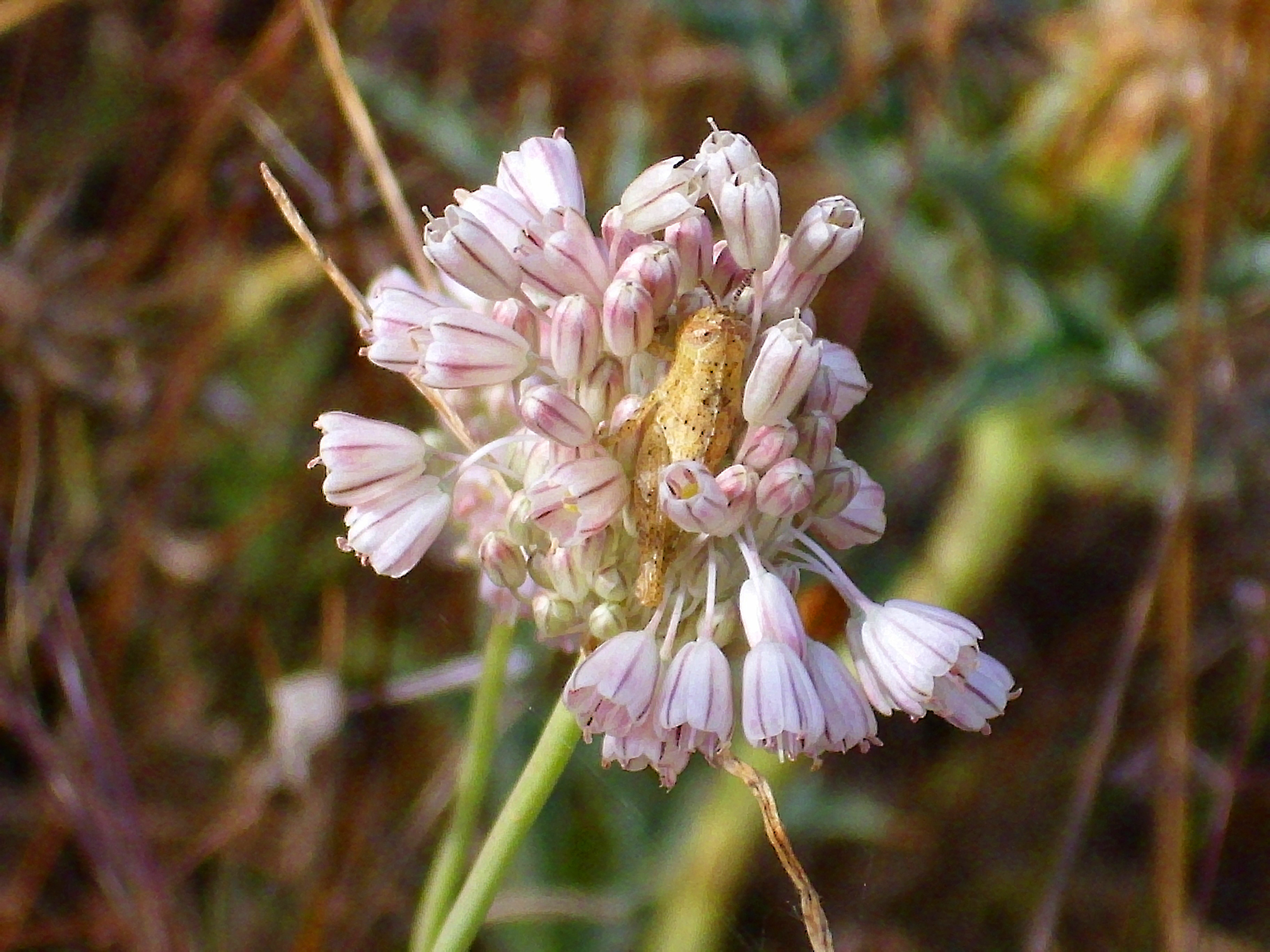
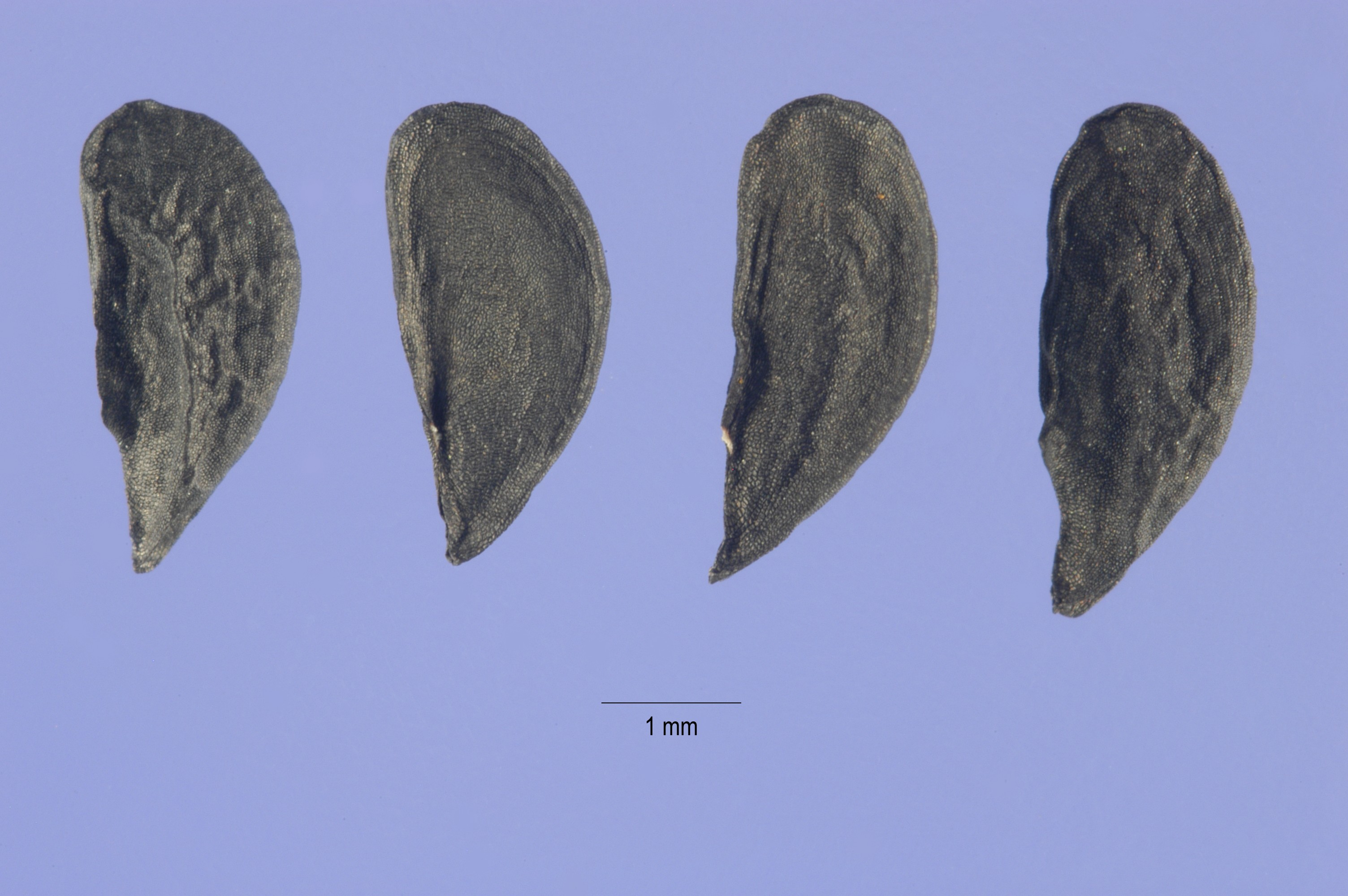